# Гетеростраки
Гетеростраки (Heterostraci) (з лат. перекладається як «різнощиткові») — вимерлий підклас безщелепних хордових класу Pteraspidomorphi. Група існувала з кінці кембрію по девон, 488–359 млн років тому. Скам'янілі рештки представники групи знаходять в Євразії та Північній Америці. Довжина від декількох сантиметрів до одного метра. Тіло широке і плоске. Голова і передня частина тулуба покриті панциром з пластинок аспідіна (безклітинної кісткової тканини), що мають зовні дентинові горбики. Зябрових мішків 7, назовні вони відкриваються загальним зябровим отвором. Хвостовий плавець гіпоцеркальний, інших плавців немає. Прісноводні і морські малорухливі придонні форми. Планктонофаги і бентофаги. Типові представники гетеростраків — псаммостеїди (Psammosteida). Можливі предки щелепноротих. Служать керівними копалинами.

## Класифікація
Група містить 8 рядів:
- Cyathaspidiformes
- Pteraspidiformes
- Cardipeltida
- Lepidaspidida
- Corvaspidida
- Tolypelepidida
- Tesseraspidida
- Traquairiformes